# Patelloidea
Patelloidea es una superfamilia de moluscos gasterópodos marinos en la subclase Patellogastropoda. Engloba a aquellos caracoles marinos denominados lapas verdades.

## Características
Las primeras evidencias fósiles para esta superfamilia se las ha registrado en momentos del Carbonífero, con una antigüedad de entre 339 y 336 millones de años.
Suelen tener conchas pequeñas a grandes, más o menos altas y en forma de cono, con una base ovalada que se estrecha un poco en la parte delantera y una parte superior que apunta hacia adelante, que generalmente se desgasta por influencias externas en la zona de mareas.
Hay muchos cientos de especies y se pueden encontrar en todas las costas rocosas.

## Taxonomía
Dentro de la superfamilia Patelloidea se encuentran únicamente dos familias:
- Nacellidae Thiele, 1891
- Patellidae Rafinesque, 1815